# To Dimension Logic
To Dimension Logic ist das einzige Studioalbum der australischen Progressive-Metal-Band Vauxdvihl. Es erschien im Jahr 1994 bei Advent.

## Entstehung und Veröffentlichung
Nach einem Demo spielte die Band auch ihr einziges Album auf eigene Kosten ein, drei der Stücke waren bereits auf dem Demo zu finden. Die ersten 2000 Exemplare des Albums erschienen noch unter dem Bandnamen Vaudeville. Gallens Label Vorpt Records legte es einige Jahre später neu auf. Nach der Veröffentlichung von To Dimension Logic verließen Frederic Leduc und Edward Katz Vauxdvihl und die Band konnte bis zu ihrer Auflösung im Jahr 2001 mit wechselnden Besetzungen und meist ohne Plattenvertrag zwar zwei EPs, jedoch kein weiteres Album aufnehmen.

## Titelliste
1. The Weapon – 2:22
2. To Dimension Logic – 5:52
3. Questions or Misanthropy – 2:27
4. Separate Ends – 5:52
5. Comedy of Errors – 4:57
6. Philosophia Mosaica – 6:22
7. In Search of Forever – 6:24
8. Minus Absence – 6:41

## Stil
Vauxdvihl spielen auf dem Album atmosphärischen Progressive Metal, der gelegentlich an andere Pioniere des Genres wie Psychotic Waltz, Anacrusis, Voivod, Fates Warning oder Queensrÿche erinnert. Es finden sich sowohl komplex strukturierte Stücke mit psychedelisch angehauchten Klangflächen, vielen Breaks und harten Riffs als auch einige ruhigere und harmonische Lieder. Es gibt zwar immer wieder überraschende Wendungen in den Kompositionen, jedoch ebenso fließende Übergänge zwischen den Stücken.

## Rezeption
To Dimension Logic wurde schon 1994 von der Presse positiv aufgenommen und gilt heute als Klassiker des Progressive Metal. Jutze von vampster lobt die „beeindruckende Atmosphäre, die eine perfekte Symbiose von Heaviness und Harmonie darstellt“. Thorsten Gürntke von den Babyblauen Seiten bezeichnet das Album als „ein Highlight sondersgleichen“, Michael Rensen vom Rock Hard spricht von „schier überirdischen Klängen“. Sowohl Rock Hard als auch das eclipsed-Magazin wählten To Dimension Logic auf den sechsten Platz ihrer jeweiligen Liste der wichtigsten Progmetal-Alben.